# Comuna de Lesznowola
Lesznowola (polaco: Gmina Lesznowola) é uma gminy (comuna) na Polónia, na voivodia de Mazóvia e no condado de Piaseczyński. A sede do condado é a cidade de Lesznowola.
De acordo com os censos de 2004, a comuna tem 15 237 habitantes, com uma densidade 220,3 hab/km².

## Área
Estende-se por uma área de 69,17 km², incluindo:
- área agrícola: 74%
- área florestal: 13%

## Demografia
Dados de 30 de Junho 2004:
|                      | Total   | Total | Mulheres | Mulheres | Homens  | Homens |
| -------------------- | ------- | ----- | -------- | -------- | ------- | ------ |
|                      | pessoas | %     | pessoas  | %        | pessoas | %      |
| População            | 15 237  | 100   | 7793     | 51,1     | 7444    | 48,9   |
| Densidade (pop./km²) | 220,3   | 100   | 112,7    | 112,7    | 107,6   | 107,6  |

De acordo com dados de 2005, o rendimento médio per capita ascendia a 3601,42 zł.

## Subdivisões
- Garbatka Jabłonowo, Janczewice, Jazgarzewszczyzna, Lesznowola, Łazy, Magdalenka, Marysin, Mroków, Mysiadło, Nowa Wola, Nowa Iwiczna, Podolszyn, Stara Iwiczna, Stefanowo, Wilcza Góra, Władysławów, Wola Mrokowska, Zamienie, Zgorzała.

## Comunas vizinhas
- Nadarzyn, Piaseczno, Raszyn, Tarczyn, m.st. Warszawa